# Halictus solitudinis
Halictus solitudinis là một loài Hymenoptera trong họ Halictidae. Loài này được Ebmer mô tả khoa học năm 1975.